# Dionýsios Alexandrijský
Svatý Dionýsios Alexandrijský, nazývaný též Veliký († 265 Alexandrie), byl alexandrijským biskupem, žákem Órigenovým a významným teologem Alexandrijské školy.

## Život
Dionýsios pocházel z pohanské, dobře situované rodiny. Ke křesťanské víře jej přivedla četba textů a hledání pravdy, jak sám píše ve svých listech. Když Órigenés opustil Alexandrii, nastoupil po něm ve vedení školy Héraklas. Po smrti biskupa Démetria nastoupil Héraklas i do této funkce. Po Héraklově smrti (248) pak obě funkce zastával Dionýsios.
Dionýsios opustil Alexandrii několikrát. Nejprve za Deciova pronásledování křesťanů, ale po císařově smrti (251) se opět vrátil. Za vlády císaře Valeriana (253-260) byl poslán do vyhnanství v Libyi, později v egyptském městě Meriotis. Zažil také morovou ránu, občanskou válku a další katastrofy. Zemřel v roce 265 po nemoci, kvůli níž se nemohl zúčastnit probíhajícího antiošského synodu (264-265).

## Dílo
- Περί φύσεως (Peri fyseós, lat. De natura „O přírodě“). V tomto díle Dionýsioos potírá epikurejský materialismus založený na Démokritově atomismu a dokazuje křesťanské učení o stvoření. Zlomky tohoto díla jsou dochovány u Eusebia v jeho Praeparatio evangelica. Dionýsios vykazuje podrobnou znalost řecké filosofie a značné spisovatelské nadání.

- Περί επαγγελίων (Peri epangelión, lat. De promissionibus „O zaslíbeních“). Podnětem k napsání tohoto spisu bylo několikadenní setkání s Nepotem, biskupem z egyptské Arsinoé, který zastával milenaristické učení. I když Nepos tehdy přiznal Dionýsiovi vítězství v diskuzi, považoval Dionýsios za dobré napsat spis, který by přetrval a navždy vyvrátil podobná tvrzení v budoucnosti a také proto, aby vyvrátil již existující Nepotovu knihu. Ve dvou knihách Dionýsios popírá, že by apoštol Jan byl autorem knihy Zjevení, na níž se podle něj chiliastické učení zakládalo především. Kniha se nedochovala, máme o ní zprávy jen u Eusebia v jeho Církevních dějinách.

- Βιβλία ελέγχου καί απολογίας (Biblia elenchú kai apologias, lat. Confutatio et apologia „Knihy obvinění a obrany“). Tento spis věnoval Dionýsios svému jmenovci, římskému papeži Dionýsiovi (259-268), neboť papež, který měl podezření o Dionýsiově pravověrnosti, jej vyzval, aby se obhájil. Obvinění vznesená proti němu se týkala víry v Trojici. Z tohoto spis se dochovaly také jen fragmenty u Eusébia a Atanáše.

- Listy. Dionýsiovy dopisy kolovaly ve starověku v hojném počtu, Eusebios jich ještě hojně užíval. Nám se v celku dochovaly jen dva, z ostatních několik zlomků.

1) List Novaciánovi – Římskému schismatikovi a vzdoropapeži Novaciánovi psal, že jakékoli utrpení je lepší než rozdělení církve. Novatianus se oddělil od papeže v otázce přijímání zpět do církve těch, kdo podlehli mučení a pronásledování a odpadli od víry a chtěli se opět vrátit do církve.
2) List Basilidovi, biskupu z Pentapole – Dionýsios odpovídá na Basilidovy otázky ohledně délky postní doby a podmínek nutných k přijetí eucharistie.
3) List Fabiovi – Z tohoto listu máme jen výtah u Eusebia. Dionýsios v něm řeší palčivou otázku přijímání zpět do církve těch, kdo odpadli při pronásledování.
- Επιστολαί εορταστικαί (Epistolai heortastikai „Sváteční listy“). Až do 9. století bylo v Alexandrii zvykem, že biskup každý rok zasílal svým církvím v Egyptě oznámení data Velikonoc a postní doby. Tyto listy měly formu pastýřských listů, v nichž biskup vyzýval k zachovávání půstu a velikonoční doby. Z těchto listů napsaných Dionýsiem se nám dochovaly jen zlomky.

## Úcta
Svatý Dionýsios Alexandrijský byl zapsán do římského seznamu svatých (Římské martyrologium). V římskokatolické církvi je jeho památka připomínána 17. listopadu, ale existují regionální rozdíly (např. v českých zemích byla dříve 3. října). Tohoto světce uctívají i východní, pravoslavné církve.